# Elżbieta (województwo lubelskie)
Elżbieta – wieś w Polsce położona w województwie lubelskim, w powiecie opolskim, w gminie Opole Lubelskie. Leży przy drodze 824.
W latach 1975–1998 należała do ówczesnego województwa lubelskiego. 
Wieś stanowi sołectwo w gminie Opole Lubelskie. Według Narodowego Spisu Powszechnego z roku 2011 wieś liczyła 464 mieszkańców.

## Części wsi
| SIMC    | Nazwa            | Rodzaj  |
| ------- | ---------------- | ------- |
| 0388234 | Elżbieta-Kolonia | kolonia |

## Historia
Jako Elżbietów wymienia ją Słownik geograficzny Królestwa Polskiego a roku 1891.
Jako Elżbieta występuje w opisie XIX wiecznej gminy Opole.